# Book of Saint Albans

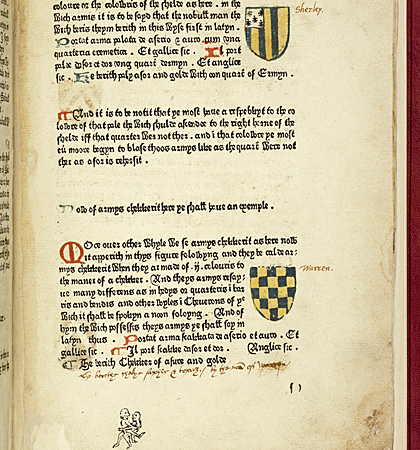
Impressió en color i dibuix obscè en llapis afegit sota el text; Cambridge University Library

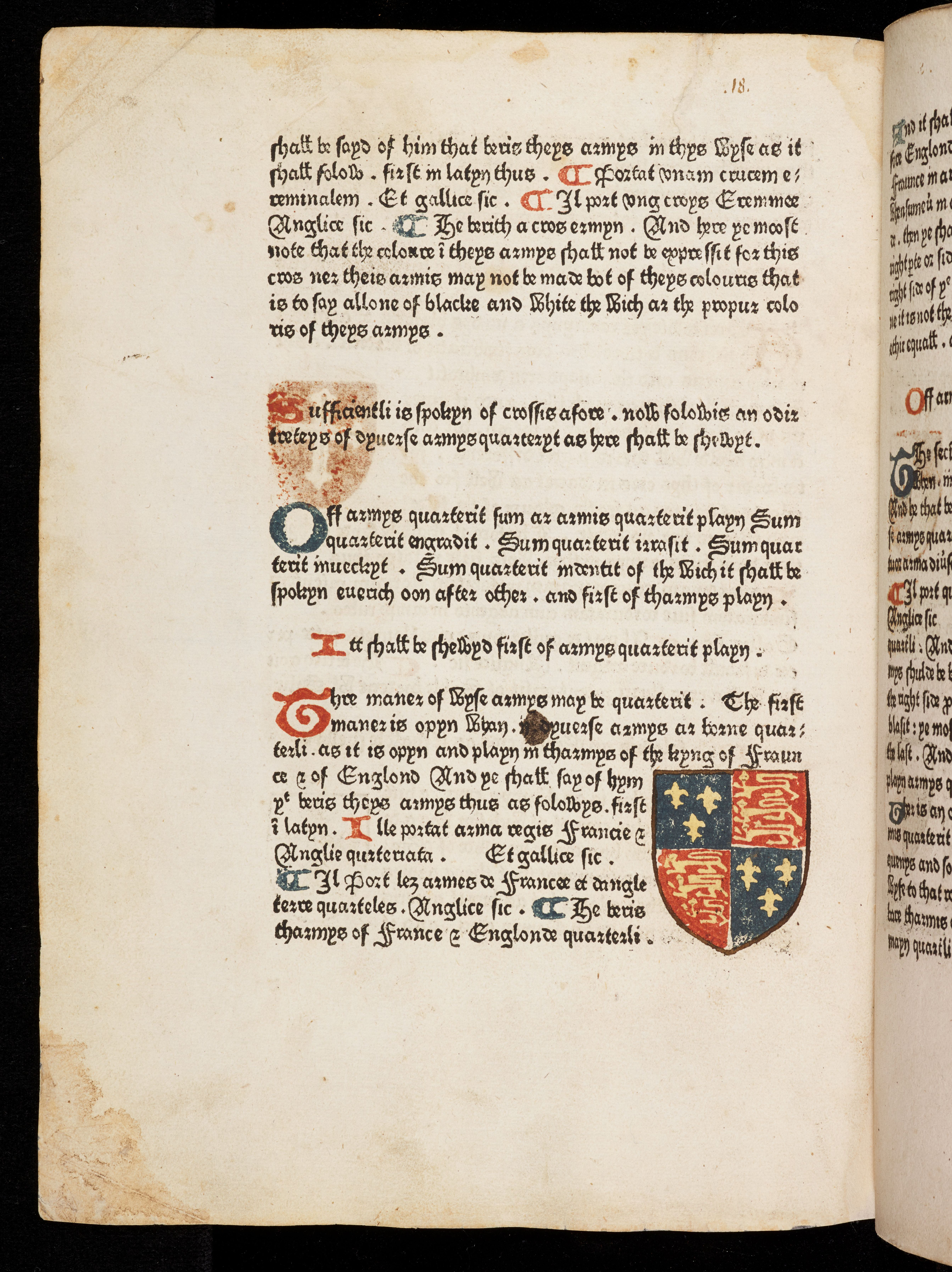
Pàgina de la Royal Arms of England

El Llibre de Sant Albans (o Boke de Seynt Albans) és el títol comú d'un llibre redactat sobre el 1486, una recopilació dels temes relacionats amb els interessos dels cavallers d'aquell temps senyor. Va ser el darrer dels vuit llibres que es van imprimir a la St Albans Premsa d'Anglaterra. És també conegut per títols que són més cuidats, com "El Llibre d'Hawking, Caça, i Blasing d'Armes". L'impressor és a vegades conegut com a Schoolmaster Printer. Aquesta edició acredita el llibre, o com a mínim una part de sobre la caça, a Juliana Berners mentre que hi ha una atribució al final de l'edició de 1486: "Explícit Dam Julyans Barnes in her boke of huntyng."
Conté tres assajos, en facolneria, caça, i l'heràldica. Es va fer popular, i va ser molt reeditat, adquirint ràpidament un addicional assaig sobre la pesca. La secció d'heràldica conté molts escuts d'armes impresos en sis colors (incloent-hi tinta negra i el blanc de la pàgina), per la qual cosa es considera la primera impressió en color d'Anglaterra. Durant el segle xvi, l'obra esdevé molt popular, i va ser moltes vegades reimpresa. Gervase Markham la va publicar el 1595 com a Gentleman's Academic.
Les recerques en les fonts del Tractat indiquen que hi ha pocs continguts originals. Es troba expressament indicat al final del Blasynge of Armys que la secció era "translatyd and compylyt," i probablement altres parts fossin traduccions d'altres obres, probablement del francès.[7] Una versió mes antiga del tractat sobre pesca va ser editada el 1883 per T. Satchell a partir d'un manuscrit en possessió d'Alfred Denison. Aquest tractat probablement va aparèixer el 1450, i va constituir l'estructura final del de la secció del 1496. Només es troben tres còpies perfectes de la primera edició. Un facsímil, titulat The Boke of St Albans, amb una introducció de William Fulles, va aparèixer dins 1881.

## Juliana Berners
Juliana Berners està només documentada en l'edició de 1486. Es creu que va ser Priora Benedictina del Priorat de St. Mary de Sopwell, a prop St Albans a Hertfordshire.
El seu nom va ser canviat per Wynkyn de Worde a "Dame Julyans Bernes" en la seva edició. No s'ha trobat el seu nom en la genealogia de la família Berners, però hi ha un buit en els registres del priorat de Sopwell entre 1430 i 1480. En l'edició De Worde (fol. 1496), també sense portada, comença: "This present boke shewyth the manere of hawkynge and huntynge: and also of diuysynge of Cote armours. It shewyth also a good matere belongynge to horses: wyth other comendable treatyses. And ferdermore of the blasynge of armys: as hereafter it maye appere." Aquesta edició va ser adornada per tres Xilografia, i incorporat un Treatyse de fysshynge wyth un Angle, no inclosa en l'edició de St Albans.[7]
Josep Haslewood, que va publicar una edició facsímil de l'edició de Wynkyn de Worde (Londres, 1811, foli) amb una notícia biogràfica i bibliogràfica prèvia, va examinar amb molta cura les reclamacions d'autoria de Berner. Li va atribuir poca cosa mes que del Boke que una part del tractat sobre falconeria i el capítol sobre caça.

## Falconeria
El tractat de falconeria treatise és considerat com una adaptació del Booke of Hawkyng after Prince Edwarde Kyng de Englande, un manuscrit del regnat d'Edward IV d'Anglaterra (Col·lecció d'Harley del BL 2340). L'obra no s'adreça com un tractat pràctic complet, però si que va introduir el llenguatge tècnic, i descriu l'alimentació i les malalties que un propietari necessita conèixer.
L'obra ofereix una jerarquia de rapinyaires i la Societat de classes perquè cada ocell suposadament se li escau.

## La caça
L'assaig sobre la caça, en particular, s'atribueix a la Sra Juliana Berners (o Barnes o Bernes) que es pensava havia estat la priora de Sopwell Prioral prop de Sant Albans. De fet, té una forma mètrica molt més antiga, que es remunta al regnat d'Eduard II d'Anglaterra, i escrita en francès a: Le Art de Venerie del caçador Guillaume Twici.
El llibre conté a més, com annex, una gran llista específica de col·lectiu noms d'animals, noms comuns, com ara "gaggle of geese" i el com, com en l'article de la Llista de noms comuns. Entre aquests, són nombroses les denominacions de tipus humorístic per a diferents professions, com ara una "diligència de missatgers", una "melodia d'harpers", una "explosió de caçadors", "una subtilesa de sargents", "un ramat de dones", i un "superficialitat de monges".
La tradició d'un gran nombre d'aquests substantiu col·lectius que ha sobreviscut en l'anglès estàndard modern, en última instància, es remunta a aquest llibre, a través de l'edició popular de 1595 per Gervase Markham com a Gentelman's Academic.

## La pesca

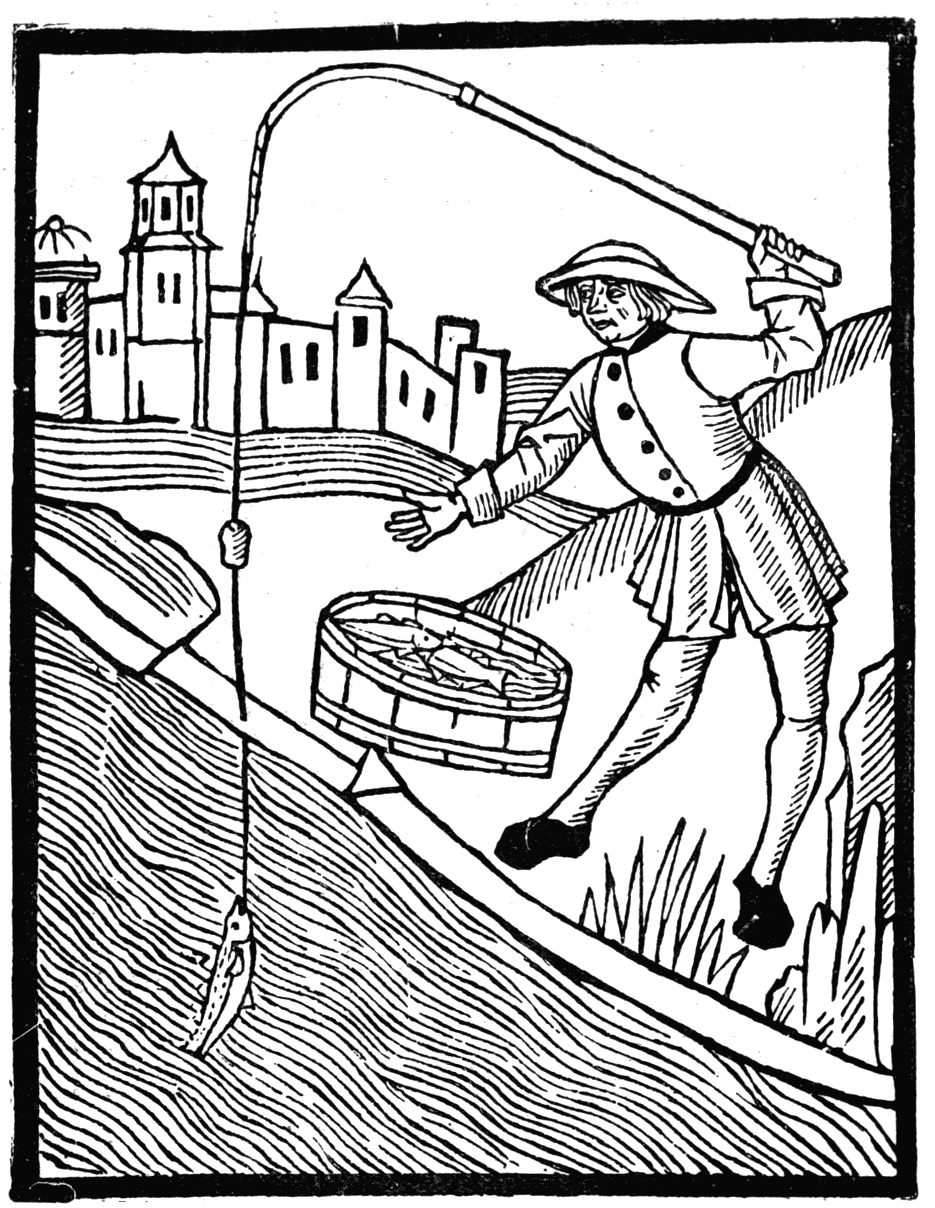
Reproducció d'una Xilografia de l'edició de Wynkyn de Worde's del 1496

Un treball afegit a l'edició del 1496 d'aquest llibre, va ser el Treatyse of Fysshynge with Angle, sobre la pesca amb canya. com a primer recull de consells pràctics per a la pesca; i va ser dibuixat per Isaak Walton. Entre les reconegudes fonts de Walton pel seu Compleat Angles hi ha obres de William Gryndall (1596) i Leonard Mascall (1590), ambdues estan força vinculades al Treatyse.

## L'Heràldica
Les virtuts del cavaller, segons el Llibre, van ser desviades cap a aquells termes de mes úl militar. Donté un apartat sobre la llei d'armes heràldica, el Liber Armorum, informes del debat contemporani sobre la relació entre gentilesa i la pràctica heràldica pràctica que portava a la concessió d'escuts d'armes (blasons). El Llibre va tenir la línia que la llei de braços formava part de la llei natural. James Dallaway va reimprimir aquest Llibre d'Armes en la seva edició de 1793 Inquiries into the Origin and Progress of Heraldry in England.

El Llibre proposa que podria haver-hi diversos tipus de cavallers: els "de sang" diferia d'aquells que accedeixen a l'abric de les armadures. J. P. Cooper escrigué:
En el Boke la classificació de l'alta burgesia va ser repetida per escriptors sobre herlàlida durant dos segles, i va ser sistematitzada per Ferne i Legh sota Elizabeth.
Pren com a fonts per les asseveracions en el Boke les obres de Nicholas Upton anomenat De Studio Militari, i el manuscrit inèdit de lectures en heràldica, al voltant de 1450, conegut com el llibre de "Richard Strangways" (és a dir, BL Harley Col·lecció 2259). Hi ha idees característiques sobre la maledicció de Cam que fonamenten la teoria, amb els Europeus de ser "Hamitic"; Cooper considera que la font pot ser el Testimoni de l'Amor de Thomas Usk. El suggeriment de Jacob d'una altra font per a l'obra, el Book of the Lineage of Cote Armour, no té connexió directa amb les indicacions de l'afiliació.

## Obres derivades
Gervase Markham edità el Llibre com a The Gentleman's Academie, or the Booke of S. Albans (1595), Londres (per Humfrey Lownes). Aquest va ser després reeditat el 1614 com A Jewel for Gentry. Segons Joseph Haslewood, aquesta impressió de 1614 va ser l'última de la sèrie per tornar a l'edició original de 1486.

## Versions en línia
- Una còpia de l'edició de 1881 a: archive.org